# Denver Broncos 1993
La stagione 1993 dei Denver Broncos è stata la 24ª della franchigia nella National Football League, la 34ª complessiva e la prima con Wade Phillips come capo-allenatore. In precedenza, Phillips era stato il coordinatore difensivo della squadra a partire dal 1989.

## Scelte nel Draft 1993
| Scelte dei Broncos nel Draft 1984 |     |                   |    |                  |
| 1                                 | 11  | Dan Williams      | DE | Toledo           |
| 2                                 | 43  | Glyn Milburn      | RB | Stanford         |
| 3                                 | 69  | Rondell Jones     | S  | North Carolina   |
| 3                                 | 70  | Jason Elam        | K  | Hawaii           |
| 4                                 | 98  | Jeff Robinson     | DE | Idaho            |
| 5                                 | 126 | Kevin Williams    | RB | UCLA             |
| 6                                 | 154 | Melvin Bonner     | WR | Baylor           |
| 7                                 | 169 | Clarence Williams | TE | Washington State |
| 7                                 | 182 | Tony Kimbrough    | WR | Jackson State    |

## Calendario
| Stagione regolare |                    |                        |                                                              |                    |
| Turno             | Data               | Avversario             | Risultato                                                    | Pubblico           |
| 1                 | 5/9/1993           | at New York Jets       | V 26-20 Archiviato il 19 settembre 2015 in Internet Archive. | 68,130             |
| 2                 | 12/9/1993          | San Diego Chargers     | V 34–17 Archiviato il 19 settembre 2015 in Internet Archive. | 75,074             |
| 3                 | 20/9/1993          | at Kansas City Chiefs  | S 15–7                                                       | 78,453             |
| 4                 | Settimana di pausa | Settimana di pausa     | Settimana di pausa                                           | Settimana di pausa |
| 5                 | 3/10/1993          | Indianapolis Colts     | V 35–13                                                      | 74,953             |
| 6                 | 10/10/1993         | at Green Bay Packers   | S 30–27                                                      | 58,943             |
| 7                 | 18/10/1993         | Los Angeles Raiders    | S 23–20                                                      | 75,712             |
| 8                 | Settimana di pausa | Settimana di pausa     | Settimana di pausa                                           | Settimana di pausa |
| 9                 | 31/10/1993         | Seattle Seahawks       | V 28–17                                                      | 73,644             |
| 10                | 7/11/1993          | at Cleveland Browns    | V 29–14                                                      | 77,818             |
| 11                | 14/11/1993         | Minnesota Vikings      | S 26–23                                                      | 67,329             |
| 12                | 21/11/1993         | Pittsburgh Steelers    | V 37–13                                                      | 74,840             |
| 13                | 28/11/1993         | at Seattle Seahawks    | V 17–9                                                       | 57,812             |
| 14                | 5/12/1993          | at San Diego Chargers  | S 13–10                                                      | 60,233             |
| 15                | 12/12/1993         | Kansas City Chiefs     | V 27–21                                                      | 75,822             |
| 16                | 18/12/1993         | at Chicago Bears       | V 13–3                                                       | 53,056             |
| 17                | 26/12/1993         | Tampa Bay Buccaneers   | S 17–10                                                      | 73,434             |
| 18                | 2/1/1994           | at Los Angeles Raiders | S 33–30                                                      | 66,904             |

## Classifiche
| AFC West                | AFC West | AFC West | AFC West | AFC West | AFC West | AFC West | AFC West |
|                         | V        | S        | P        | PCT      | PF       | PS       | Str.     |
| ----------------------- | -------- | -------- | -------- | -------- | -------- | -------- | -------- |
| (3) Kansas City Chiefs  | 11       | 5        | 0        | .688     | 328      | 291      | V1       |
| (4) Los Angeles Raiders | 10       | 6        | 0        | .625     | 306      | 326      | V1       |
| (5) Denver Broncos      | 9        | 7        | 0        | .563     | 373      | 284      | S2       |
| San Diego Chargers      | 8        | 8        | 0        | .500     | 322      | 290      | V2       |
| Seattle Seahawks        | 6        | 10       | 0        | .375     | 280      | 314      | S1       |